# 银莲花
银莲花（學名：Anemone cathayensis）是毛茛科银莲花属多年生草本植物，分布于河北、山西等省区以及朝鲜半岛，生长于海拔1,000米至2,600米的山坡草地、山谷沟边或多石砾坡地。